# خایمه دوم، پادشاه آراگون
خایمه دوم آراگون (کاتالونیایی: Jaume el Just؛ ۱۰ آوریل ۱۲۶۷ – ۲/۵ نوامبر ۱۳۲۷) تروبادور، شاعر، و پادشاه اهل آراگون بود. وی پادشاه آراگون والنسیا و بارسلونا بود.